# マウントプレザント (ミシガン州)
マウントプレザント（Mount Pleasant）は、アメリカ合衆国ミシガン州の都市。
イサベラ郡の郡庁所在地である。人口は2万1688人（2020年）。中央ミシガン大学のキャンパスがある学園都市である。アメリカ先住民オジブワ族の居留地と隣接している。居留地の面積はマウントプレザントの約20倍である 。
1862年のホームステッド法によって開拓された町であり、碁盤の目のような規則正しい道路が特徴的である。かつてマウントプレザントには油田があり1920年代から1960年代にかけて石油産業が繁栄したが、現在では資源は枯渇している。
長野県岡谷市の姉妹都市である。